# EncroChat
EncroChat era una red de comunicaciones y un proveedor de servicio presuntamente utilizado por miembros de pandillas para planear actividades criminales. En junio y julio de 2020, la policía se infiltró en la red EncroChat durante una investigación que abarcó todo Europa. Una fuente no identificada asociada con EncroChat dijo que la compañía cesaría operaciones debido a la operación policial.

## Trasfondo
El servicio EncroChat estaba disponible para dispositivos Android que tuvieran sus funciones de GPS, cámara y micrófono inutilizados. En julio de 2020 se reportó que los dispositivos costaban 1.000€ cada uno, luego 1.500€ por un contrato de seis meses para pertenecer al servicio. El mismo mes, el servicio tenía 10.000 usuarios solamente en el Reino Unido.
Según se reportó, los dispositivos utilizaban hardware de teléfono BQ Aquaris X2, y ejecutaban paralelamente dos instancias del sistema operativo: uno inocente para vista pública, y uno con características de intimidad habilitadas. EncroChat contenía una  aplicación de mensajería especial la cual enviaba los mensajes a través de un servidor central. Una característica de "botón de pánico" estaba disponible, donde un PIN seguro introducido en el dispositivo a través de la pantalla de desbloqueo borraría todos los  datos del teléfono. El proveedor de la SIM de EncroChat era la compañía de telecomunicaciones holandesa  KPN.
El sistema de mensajería encriptada fue descubierta por la Gendarmería Nacional francesa en 2017, junto con los teléfonos relacionados al llevar a cabo operaciones contra grupos de crimen organizado. En diciembre de 2018,  se informó que el asesino a sueldo que mató a Paul Massey y John Kinsella había utilizado un teléfono EncroChat

## Infiltración
La agencia Nacional de Delitos de Gran Bretaña (NCA) empezó a trabajar en intentar infiltrarse en la red en 2016; más tarde la Gendarmería Nacional Francesa unió esfuerzos en 2017. La investigación se aceleró a principios de 2019 después de recibir financiación de la UE, y se formó un Equipo de Investigación Conjunto (JIT) el cual se formó entre autoridades francesas y la policía holandesa en abril de 2020. Inteligencia y la pericia técnica de la NCA permitió a la Gendarmería Nacional y a la policía holandesa acceder a mensajes al poner «un dispositivo técnico en sitio» en los servidores de EncroChat en Francia. Estos datos fueron distribuidos por Europol y la NCA construyó tecnología de análisis de datos para automáticamente «identificar y localizar infractores al analizar millones de mensajes y centenares de miles de imágenes».
Los investigadores encontraron una manera de instalar malware en los teléfonos, lo cual les permitió leer mensajes antes de que fueran enviados y registrar las contraseñas de pantalla. EncroChat ha estimado que alrededor cincuenta por ciento de los dispositivos en Europa fueron afectados. En mayo de 2020, la característica de borrado fue inutilizada a distancia por agentes de la ley en algunos dispositivos. La compañía inicialmente intentó empujar una actualización en respuesta a lo que se pensaba inicialmente era una falla, pero los dispositivos fueron golpeados otra vez por el malware alterando contraseñas de pantalla.
En la noche del  12 al 13 de junio, cuando EncroChat sospechó que había sido infiltrado por agentes de la ley, los usuarios recibieron un mensaje secreto que decía: «Hoy nuestro dominio fue capturado ilegalmente por entidades de gobierno(s). Han reprogramado nuestro dominio para lanzar un ataque y comprometer las unidades de carbono. ... Debido al nivel de sofisticación del ataque y del código de malware, ya no podemos garantizar la seguridad de vuestro dispositivo. ... Se aconseja apagar y desechar físicamente vuestro dispositivo inmediatamente».
EncroChat informó más tarde a Vice News que cerraba permanentemente «después de varios ataques llevados a cabo por una organización extranjera que parece originarse en el Reino Unido». Europol y la Agencia de Delito Nacional rechazaron hacer comentarios en ese momento. Según autoridades francesas, el noventa por ciento de los usuarios de EncroChat eran delincuentes, y el NCA dijo que no encontró ninguna evidencia de que fuera usada por no delincuentes.

## Impacto

### Equipo de Investigación Conjunto europeo
El JIT, de nombre clave Emma 95 en Francia, 26Lemont en el Netherlands y apoyado por Europol, permitió reunir en tiempo real millones de mensajes entre sospechosos, y la información también fue compartida con agencias de la ley en varios países que no participaba en el JIT, incluyendo el Reino Unido, Suecia y Noruega. La policía holandesa arrestó más de 100 sospechosos, y capturó más de ocho toneladas de cocaína, alrededor ocho toneladas de cristal meth, docenas de armas y coches de lujo, y casi €20 millones en efectivo. Las autoridades francesas han rechazado revelar públicamente información sobre los arrestos hasta el momento.

### Operación Venetic
Operación Venetic es una respuesta nacional por la agencia Nacional del Delito del Reino Unido. A raíz de la infiltración de la red, policía de Reino Unido arrestó a 746 personas, incluyendo jefes criminales, interceptó dos toneladas de drogas (con un valor en la calle de más de 100 millones de libras), capturó 54 millones libras en efectivo así como armas que incluyen subametralladoras, pistolas, granadas, un rifle de asalto AK47 y más de 1800 rondas de munición. Se capturaron también más de 28 millones de pastillas del sedante Etizolam. Agentes de corruptos de la ley también fueron arrestados a raíz de la operación.